# Cửa chớp

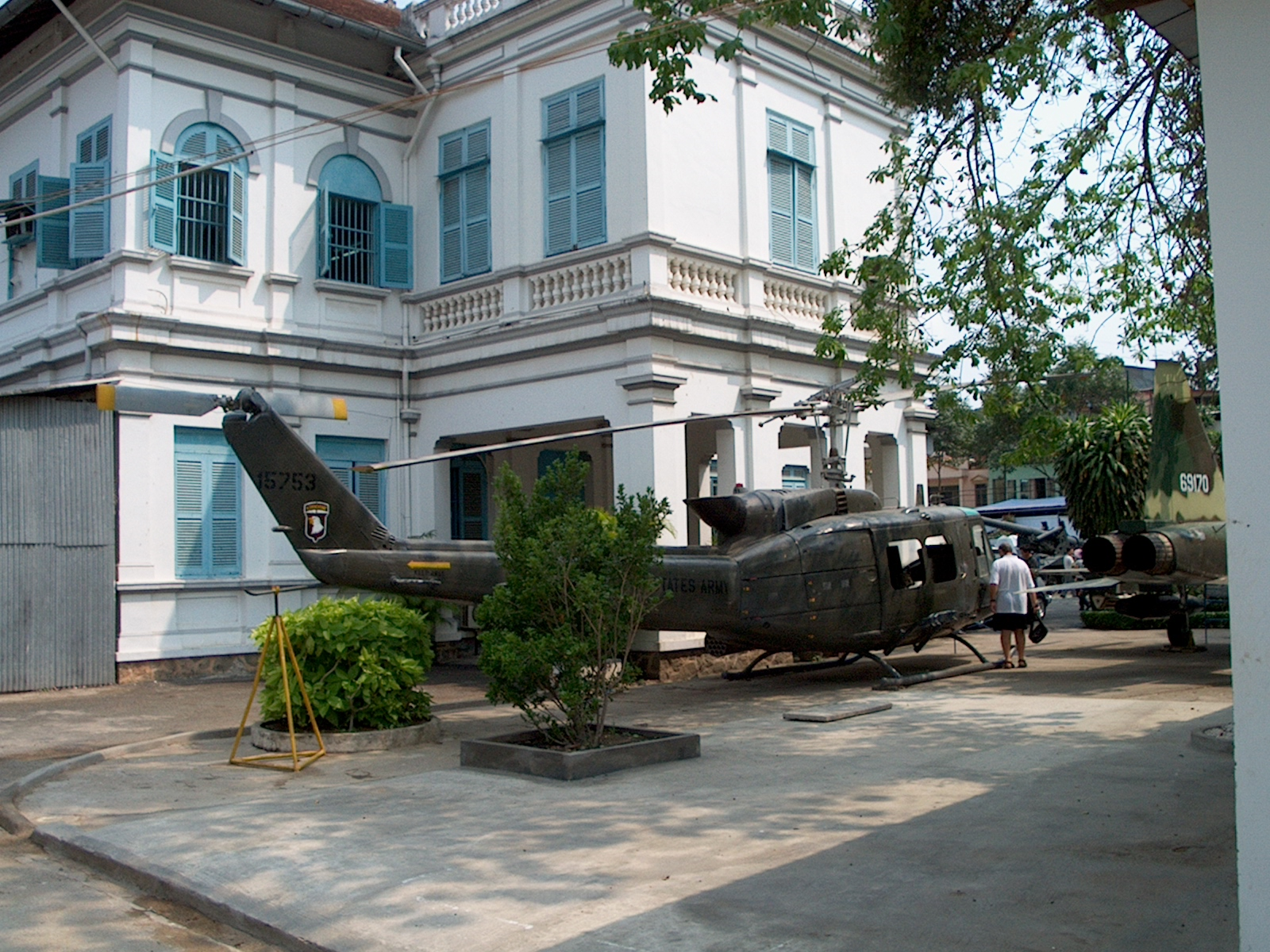
Cửa chớp sơn xanh trên tòa nhà kiến trúc Pháp thuộc Trường Đại học Y khoa Sài Gòn

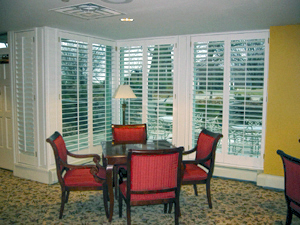
Cửa chớp gắn bên trong cửa kính với công dụng đóng hay mở tùy theo sở thích muốn sáng hay tối. Khác với cửa chớp truyền thống với thanh gỗ hẹp cố định, loại cửa mới gắn thanh gỗ có thể chuyển động được

Cửa chớp hay còn gọi là cửa lá sách là cấu trúc kiến trúc ở cánh cửa sổ hoặc cửa ra vào dùng những thanh gỗ dẹp xếp song song và chếch nghiêng 45º để cản ánh nắng và không bị hắt mưa, dù khi đóng lại nhưng vẫn thông gió, tạo ra không gian nội thất thoáng mát. Vì tác năng đó, cửa chớp khá phổ biến ở vùng nhiệt đới trước khi có máy lạnh.	 
Tùy thuộc vào ứng dụng và cấu trúc của khung cửa, cửa chớp có thể lắp vào để vừa với khoảng trống chồng lên khoảng trống, đặt bên trong hoặc bên ngoài tùy ý.
Phần cửa gài chớp có thể là cố định hay di động để điều chỉnh góc độ muốn hở nhiều hay ít.

Xưa thì cửa làm bằng gỗ nhưng sang thế kỷ 20 có thể làm bằng nhựa vì nắng mưa dễ làm gỗ rộp vênh.